# Shekhar Mehta
Chandrashekhar "Shekhar" Mehta (20. lipnja 1945. – 12. travnja 2006.) bio je kenijski reli-vozač.  
Mehta je nastupao na utrkama svjetskog prvenstva u reliju (WRC) od 1973.g. do 1987. Ukupno je zabilježio 47 nastupa na utrkama WRC-a, 5 pobjeda, dok je 11 puta završio na pobjedničkom podiju.
Mehta je rođen u bogatoj obitelji azijskog podrijetla u Ugandi, koja je pobjegla pred vladavinom Idi Amina u Keniju. 
Mehta drži rekord od ukupno 5 pobjeda na Safari Reliju (1973., 1979. – 82.), dok mu je najveći uspjeh peto mjesto u ukupnom poretku u sezoni 1981. Nakon natjecateljske karijere Mehta je sve do svoje smrti bio dužnosnik FIA-e.